# Максі-Хутір
Максі-Хутір (рос. Макси-Хутор) — село у Ножай-Юртовському районі Чечні Російської Федерації.
Населення становить 48 осіб. Входить до складу муніципального утворення Гордалінське сільське поселення.

## Історія
Згідно із законом від 20 лютого 2009 року органом місцевого самоврядування є Гордалінське сільське поселення.

## Населення
| 1990 | 2002 | 2010 |
| ---- | ---- | ---- |
| 154  | ↘0   | ↗48  |